# Seznam švedskih generalov
Seznam švedskih generalov.

## B
- Johan Banér
- Hans Berntson
- Anders Brännström

## D
- Georg Carl von Döbeln

## F
- Torsten Friis

## G
- Jakob De la Gardie

## H
- Johan Hederstedt

## J
- Jan Jansson
- Helge Jung

## L
- Adam Ludvig Lewenhaupt
- Axel Ljungdahl

## N
- Bengt Nordenskiöld

## R
- Torsten Rapp

## S
- Nils Swedlund
- Magnus Stenbock
- Stig Synnergren
- Håkan Syrén

## T
- Olof Thörnell
- Lennart Torstensson

## W
- Owe Wiktorin